# Иоанн Диакон (Неаполь)
Иоа́нн Диа́кон (лат. Iohannes Diaconus, итал. Giovanni Diacono; около 880 — не ранее 910) — неаполитанский церковный деятель и агиограф. Его наиболее известное сочинение — вторая часть (из трёх) «Деяний неаполитанских епископов».

## Биография
О жизни Иоанна известно только из его сочинений. В этих трудах он называл себя диаконом церкви Святого Януария. На основании исторических источников, использованных Иоанном Диаконом в работе над «Деяниями неаполитанских епископов», предполагается, что он получил хорошее для того времени образование. В одном из своих сочинений он упоминал, что его учителем был Ауксилий Неаполитанский. Иоанн писал, что часть информации о главах Неаполитанской епархии второй половины IX века была услышана им от непосредственных очевидцев событий. Наиболее поздние события, упоминаемые в трудах Иоанна Диакона, датируются 910 годом. На этом основании делается вывод, что Иоанн Диакон родился около 880 года, и что свою литературную деятельность он начал будучи ещё очень молодым человеком.
В одном неаполитанском средневековом сочинении сообщается о диаконе Иоанне, усомнившемся в совершавшихся на месте погребения святого Агнелла чудесах и за это наказанном глухотой. Только после продолжительных молитв этому святому к Иоанну возвратился слух. О том, можно ли отождествлять этого Иоанна с неаполитанским хронистом, среди историков есть разногласия. Более достоверным является предположение, что Иоанну Диакону посвящён акростих, сочинённый Евгением Вульгарием.
Дата и место смерти Иоанна Диакона не известны.

## Труды
Написанная Иоанном Диаконом вторая часть «Деяний неаполитанских епископов» охватывает события 762—872 годов и освещает деятельности епископов от Павла II до Афанасия I включительно. Это продолжение сочинения, на рубеже VIII—IX веков составленного анонимным автором. В отличие от своего предшественника, Иоанн Диакон основное внимание уделял деятельности глав Неаполитанской епархии, а из неместных событий в большинстве случаев упоминал только те, которые непосредственно затрагивали Неаполь. Сообщаемые в этой части «Деяний неаполитанских епископов» сведения почти всегда правдивы и точны. В качестве источников информации Иоанн Диакон использовал письменные документы и устные рассказы, а в последней части своего сочинения — личные наблюдения. Характерными чертами изложения являются антивизантийские и про-папские взгляды автора, а также выражение автором симпатий к правителям Франкской империи и критического отношения к герцогам Неаполя. «Деяния неаполитанских епископов» — один из важнейших нарративных источников по истории Апеннинского полуострова IX века. Среди тем, которым Иоанн Диакон уделял особое внимание, были проводимая византийскими императорами политика иконоборчества, отношения светских правителей и духовенства на подчинённых Византии землях Южной Италии и военные конфликты между христианами (византийцами, лангобардами и франками) и мусульманами (сарацинами).
Кроме «Деяний неаполитанских епископов», Иоанн Диакон был также автором нескольких агиографических сочинений, включённых в состав Актов святых. В том числе, он написал труд о перенесении в конце V века мощей святого Северина из Норика в Неаполь при епископе Викторе I, а также житие святого Януария и его сотоварищей. Первое из этих сочинений содержит важные свидетельства о разорении в 902 году сицилийского города Таормина сарацинами Ибрахима II ибн Ахмеда и о мученической смерти святого епископа Прокопия. Второе из сочинений было написано в 910 году с целью прославить совершённый четыре года назад по повелению епископа Стефана III перевоз реликвий святого Соссия из разрушенного собора в Мизено в церковь Святых Северина и Соссия в Неаполе. Это произведение написано Иоанном Диаконом на основе личных наблюдений.
Иоанн Диакон из Неаполя долгое время также считался автором жития святого Николая Мирликийского, но в настоящее время это мнение признано ошибочным. Вероятно, его авторству принадлежал только перевод этого сочинения с греческого языка на латынь. Иоанну Диакону также приписывается перевод жизнеописаний нескольких других святых, включая сочинение о сорока мучениках севастийских.